# کوتالیپارا
کوتالیپارا (به لاتین: Kotalipara) یک منطقهٔ مسکونی در بنگلادش است که در ناحیه گوپال‌گنج واقع شده‌است. کوتالیپارا ۳۶۲٫۰۵ کیلومتر مربع مساحت و ۲۰۶٬۱۹۵ نفر جمعیت دارد.